# Stefano Mancuso
Pour les articles homonymes, voir Mancuso.
Stefano Mancuso, né le 9 mai 1965 à Catanzaro, est un biologiste italien, professeur de botanique et auteur (ou co-auteur) d'environ 300 articles scientifiques et de plusieurs ouvrages de vulgarisation. Il est l'un des promoteurs du concept de neurobiologie végétale qu'il expose dans ses publications L'Intelligence des plantes (2013) et La Révolution des plantes, et prône un futur bioinspiré par le monde végétal.

## Biographie
Stefano Mancuso raconte qu'il ne s'est intéressé aux plantes qu'à l'âge adulte, à l'université, lors de ses études. 
En 2001, il devient professeur à l'université de Florence. En 2005, il y crée le laboratoire international de neurobiologie végétale, destiné à l'étude du comportement des plantes. En 2010, il fait une conférence remarquée à Oxford sur la manière dont les racines se dirigent dans le sol pour le fouiller à la recherche d'espace colonisable, d'eau, de nutriments et de symbiotes. En 2012, dans le projet Plantoïd, il participe à la création d’un robot bioinspiré (imitant certaines capacités des racines), robot qui pourrait par exemple explorer un sol peu accessible ou contaminé par un accident nucléaire ou une attaque bactériologique.
En 2013, il publie L'Intelligence des plantes, coécrit avec Allessandra Viola. En 2014, il crée à l’université de Florence une start-up spécialisée dans le biomimétisme végétal (technologie imitant certaines capacités des plantes) et crée un concept de serre flottante autonome dénommé « Jellyfish Barge ». En 2016, il conseille le gouvernement chilien pour l’innovation.

### Autres fonctions
- Membre de l'Accademia dei Georgofili
- Membre fondateur de la Société internationale pour le signalement et le comportement des plantes
- Administrateur du Laboratorio Internazionale di Neurobiologia Vegetale (Laboratoire international de neurobiologie végétale)

## Recherches scientifiques

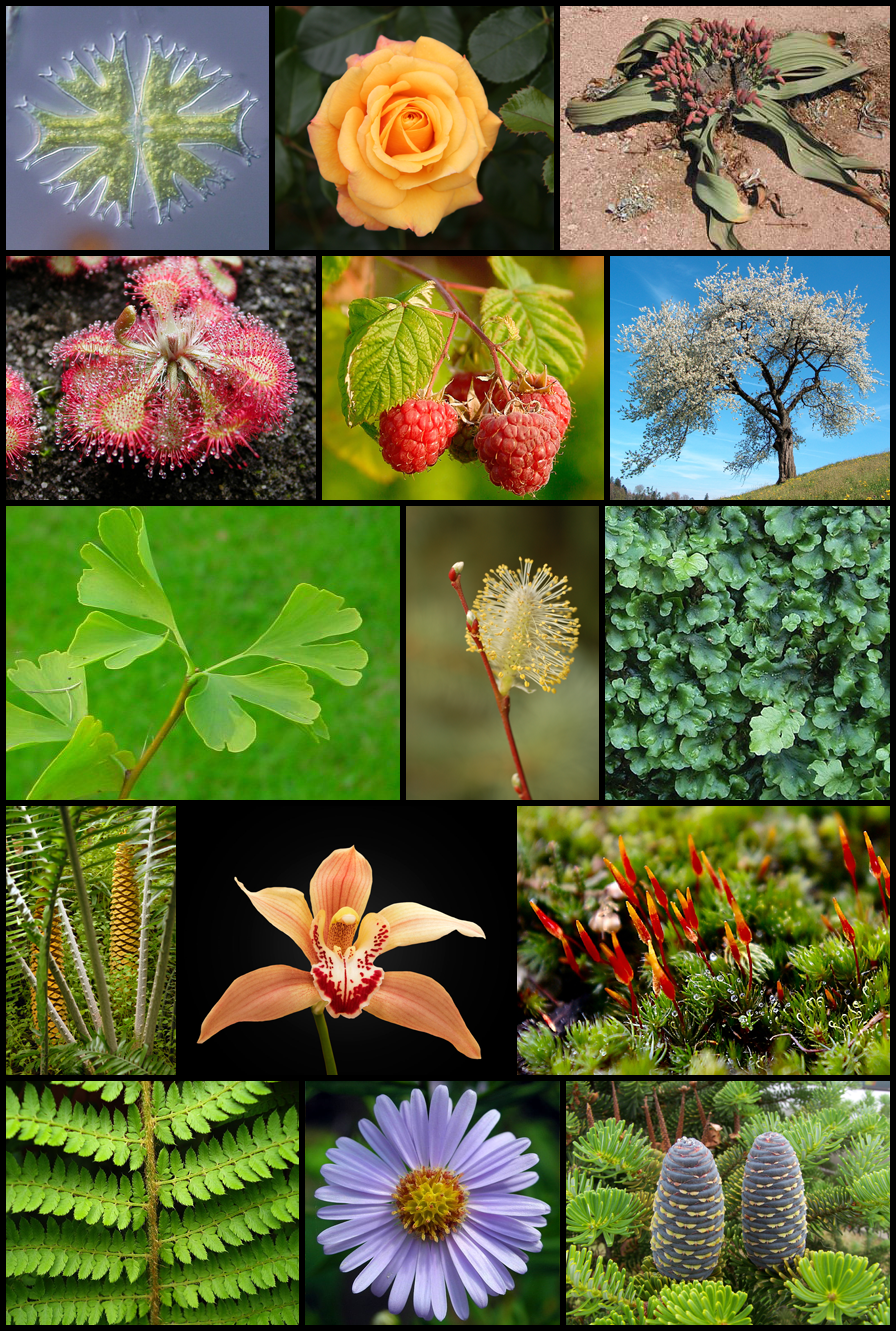
Mancuso note qu'au cours de l'évolution, les plantes, bien que dénuées de cerveau comparable à celui des animaux et bien que ne pouvant volontairement pas se déplacer, ont développé un grand nombre de solutions aux problèmes qu'elles rencontrent ; or la capacité à résoudre des problèmes est une définition de l'intelligence. L'Homme pourrait mieux s'inspirer de ces solutions selon lui.

### Inspirations
Stefano Mancuso a été inspiré par les travaux de George Washington Carver, Ephraim Wales Bull et Charles Harrison Blackley, ainsi que par les naturalistes Charles Darwin et Gregor Mendel.
La neurobiologie végétale est une partie de la botanique qui étudie la mémoire (y compris transgénérationnelle), l'apprentissage (dont apprentissage épigénétique), l'expérience (par exemple via la plante-modèle Mimosa pudica qui semble capable, dans une certaine mesure d'adapter sa réponse à l'environnement dans lequel elle vit,,), la communication et la vie sociale des plantes.
Selon Stefano Mancuso, depuis le début des années 1990, les scientifiques commencent à admettre que les plantes ont non seulement des capacités sociales mais une forme d'intelligence qu'on n'imaginait pas jusqu'alors,,,.

### Système racinaire des plantes
Stefano Mancuso a étudié les capacités des plantes et notamment les capacités du système racinaire (et en particulier de l'apex des racines, hautement sensible à divers types de stimuli tels que la pression, la température, certains sons, l'hygrométrie, les blessures) à explorer et exploiter l'environnement du sol pour l'ancrage de la plante, l'accès à l'eau et aux nutriments, les symbioses avec d'autres espèces et la communication avec d'autres plantes. Selon un article publié en 2004 par un groupe de botanistes incluant Mancuso, la zone de l'apex racinaire comprend une zone de transition dont la structure et les fonctions qui évoquent celle du cerveau chez l'animal, avec des équivalents végétaux de l'actine, le rôle fondamental de l'auxine (aussi dite IAA pour indole-3-acetic acid) qui évoque un neurotransmetteur,,, et des structures évoquant des synapses (auxine, molécule/hormone morphogène, qui est également bioactive dans la cellule des levures et dans la cellule animale notent les auteurs).

### Perceptibilité des plantes
Au cours de l'évolution, les plantes ont dû développer des solutions aux grands problèmes que rencontrent des organismes non-mobiles (une partie du phytoplancton se montre capable de se diriger verticalement et parfois horizontalement). Bien que n'ayant ni nerfs ni cerveau, les végétaux ont une vie sociale et donc une certaine sensibilité (dont les prémices peuvent être trouvés chez certaines cellules (gamètes, bactéries), chez les coraux ou éponges et chez des organismes supposés très primitifs comme les trichoplax qui n'ont rien de ressemblant à un cerveau, mais qui présentent des comportements évoquant une fonction neuronale), même si ces attributs sont très différents de ce qui est observé dans le monde animal. Mancuso et ses collègues Gagliano et Robert montrent ainsi en 2012 que les plantes disposent de mécanorécepteurs rendant par exemple leurs racines sensibles au son et à sa direction de propagation, d'autres biologistes ayant 4 ans plus tôt signalé que des arbres stressés par un grave manque d'eau peuvent émettre des sons qui sont peut-être plus que de simples signes passifs de cavitation. 
Le phytoplancton et les plantes terrestres ont une certaine perception de la lumière. Mancuso et ses collègues ont montré que chez la plante modèle de laboratoire la plus utilisée (Arabidopsis), l'apex des racines est très sensible à l'éclairement (une illumination de quelques secondes, suffit à provoquer une explosion immédiate et forte d’espèces réactives de l'oxygène (ROS) dans la racine), phénomène qui pourrait avoir faussé de nombreuses observations et études de racines vivantes faites par microscopie confocale sous la lumière.
Dans La Révolution des plantes, il décrit la manière dont les végétaux ont trouvé et testé depuis des centaines de millions d'années des solutions "brillantes" à divers grands problèmes que l'humanité connait aujourd'hui. Les plantes, en partie grâce à des symbioses avec les bactéries et les champignons, ont notamment inventé une colonisation optimisée et "durable" du milieu terrestre (jusqu'à une centaine de mètres de hauteur), puis des basses couches de l'atmosphère (avant les oiseaux). Elles ont inventé le puits de carbone et la production propre d'énergie, d'amidon, de sucres, de fibres, de biomolécules complexes, etc. élégamment, via la photosynthèse, la biodégradabilité et une forme d'économie circulaire. 

### Plantes et animaux
Mancuso note que les plantes évoluées disposent d'un système circulatoire composé de quelques organes (reproducteurs notamment) mais que à la différence des animaux évolués, elles ont des récepteurs diffus dans tout leur organisme (là où les animaux ont concentré leurs sens dans des organes précis tels que les yeux, les oreilles, la peau, la langue). Leurs organes reproducteurs sont multiples alors qu'il est unique chez les animaux évolués…
Ceci laisse penser selon lui que les plantes « sentent », « écoutent », communiquent (entre individus de la même espèces et parfois avec d'autres espèces) et apprennent (via une certaine forme de mémoire, incluant la mémoire immunologique de leur système immunitaire) avec tout leur organisme (ce qui leur permet de mieux résister aux insectes déprédateurs et aux herbivores ; il donne souvent comme exemple le haricot de Lima qui quand il est attaqué par l'acarien herbivore Tetranychus urticae émet dans l'air un complexe de molécules capables d'attirer le Phytoseiulus persimilis, un acarien carnivore prompt à dévorer les colonies du premier). 
Mancuso et ses collègues ont mis en évidence un rôle majeur de l'auxine qui aurait une fonction de neurotransmetteur, tel qu'il en existe chez les animaux.
On sait maintenant aussi qu'elles synthétisent des « molécules neuronales », en particulier des synaptotagmines et du glutamate. Les plantes biosynthétisent aussi des molécules qui semblent homologues de molécules ayant des fonctions importantes chez les animaux (ex : des molécules évoquant les immunophilines qui chez l'animal ont des rôles immunitaires, hormonaux (rôle dans la signalisation des hormones stéroïdes) et neurologiques (neuroregénération). La biologie cellulaire végétale fait état de l'existence de cellules végétales qui se comportent comme des synapses où l'auxine semble jouer le rôle de neurotransmetteur (spécifique aux plantes). En 2005 Mancuso et des biochimistes ont développé une microélectrode non-invasive, à base de nanotube de carbone pour enregistrer le flux d'information pouvant de cette manière circuler dans la plante.

### Intelligence des plantes
L'intelligence — note Mancuso — a été longtemps considérée comme « ce qui nous distingue des autres êtres vivants », mais si la capacité à résoudre des problèmes est une bonne définition de l'intelligence, alors il faut reconnaître que les plantes ont développé une intelligence qui leur permet de développer des réponses à la plupart des problèmes qu'elles rencontrent au cours de leur vie. 
Ainsi les plantes se sont adaptées à presque tous les environnements terrestres et marins éclairés, et face aux herbivores et aux insectes déprédateurs, elles ont développé de nombreuses adaptations. Elles n'ont pas d'organe comparable à un cerveau, mais semblent avoir l'équivalent d'un cerveau diffus. Certaines sont par exemple capables d'émettre des substances attirant précisément des prédateurs d'insectes en train de les attaquer et toutes disposent d'un large arsenal de réponses physico-chimiques. Les réponses sont parfois sophistiquées (ex : certaines plantes rendent leurs prédateurs cannibales en leur transmettant des substances modifiant leur comportement).
Mancuso en déduit que les solutions techniques du futur peuvent et devraient être plus bioinspirées du végétal. En tant qu'espèces, certaines plantes ont eu une existence bien plus longue que celle de n'importe quelle espèce animale dite « supérieure » (ex : le genre  Ginkgo, qui semble présent sur terre depuis 250 millions d'années).
Mancuso rappelle que comme l'a montré Charles Darwin, du point de vue de l'évolution, tous les organismes vivants sont actuellement au sommet de leur évolution dans le temps. Les plantes font partie des organismes sans lesquels il n'y aurait pas de vie sur terre. Il faut donc protéger leur existence et protéger les forêts dont les arbres sont des plantes à vie longue. Mancuso et ses collègues rappellent qu'à la fin de sa vie, quand Darwin s'est intéressé plus spécifiquement aux plantes, dans un livre intitulé Le Pouvoir du mouvement des plantes (publié avec son fils Francis) il a estimé que, selon lui,

« il n’est pas exagéré de dire que la pointe du radicule est ainsi dotée [de sensibilité] et qu’elle a le pouvoir de diriger les mouvements des parties adjacentes de la plante ; comme le ferait le cerveau de certains animaux inférieurs ; le cerveau étant présent dans l'extrémité antérieure du corps, recevant les impressions des organes des sens et dirigeant les divers mouvements »

## Critiques et réactions
Stefano Mancuso conduit des recherches dans le domaine de la neurobiologie végétale, concept faisant l'objet de controverses scientifiques, relayée par la vulgarisation scientifique qui a rendu ses travaux populaires.
Les Académies se sont d'abord montrées très hostiles à la simple notion de «comportement végétal» ou d'apprentissage chez les plantes. Selon Mancuso, en 2005 dans le monde académique il était encore interdit de parler de « comportement des plantes », mais les découvertes qui se sont succédé font que depuis des chaires universitaires ont été créées sur ce sujet et de nombreux articles l'ont développé. 
On parle même de « robots plantoïdes » (bioinspiré du végétal) qui pourraient par exemple utiliser un système de robotique molle inspiré des racines de végétaux pour restaurer des sols ou sous-sols dégradés et/ou pollués. Certains scientifiques refusent encore de parler d'intelligence pour les plantes, et plus encore de « conscience ». Des questions philosophiques nouvelles se posent : si les plantes perçoivent les blessures ou agressions et y répondent par divers processus biochimiques, existerait-il chez elles quelque chose de comparable à la douleur, dans un autre référentiel d'intelligence que le nôtre ?
En 2008 une tribune signée par trente-six biologistes européens et nord-américains demandait que l'expression neurobiologie végétale ne soit pas utilisée. 
L'hypothèse d'une intelligence différente et diffuse chez les plantes semble par contre avoir immédiatement intéressé un large public, probablement le même qui a aussi dans les années 2010 été fasciné par un livre de Peter Wohlleben, La Vie secrète des arbres (2017) et/ou par le film L’Intelligence des arbres (2017), bien que ces documents, trop empreints d'anthropomorphisme notamment du point de vue de l'Académie de l'agriculture, puissent faire confondre la métaphore avec une réalité, et faire passer des messages scientifiquement faux ou qui surinterprètent souvent les données scientifiques selon Jacques Tassin (chercheur au CIRAD, UPR Forêts et Sociétés).
En revanche, selon Aliénor Bertrand et Monica Gagliano (2018), ce sont des obstacles culturels, mais aussi théoriques, qui ont jusqu'à ce jour freiné l'évaluation (et l'expérimentation) quantitative et qualitative des compétences cognitives des plantes. En effet, tout le corpus scientifique créé pour évaluer l'intelligence a été construit pour l'appliquer à des humains et à des animaux (et depuis peu à des logiciels, pour ce qui concerne l'intelligence artificielle), mais il n’est pas forcément adaptés pour les végétaux. Plus précisément les deux chercheuses résument ainsi leurs propositions : 

« Il est de plus en plus souvent reconnu que les plantes sont des organismes sensibles qui perçoivent, évaluent, apprennent, se souviennent, résolvent des problèmes, prennent des décisions et communiquent entre eux en acquérant activement des informations sur leur environnement. Toutefois, le fait que de nombreux exemples complexes de comportement sophistiqué des plantes présentent des aptitudes cognitives, généralement attribuées aux animaux humains et non humains, n'a pas été pleinement évalué. [Il s’agit donc d’abord de] montrer les obstacles théoriques qui ont pu empêcher l'expérimentation de tels phénomènes comportementaux / cognitifs chez les plantes. ».

Et l'idée de conférer aux plantes des « droits » ou une dignité en quelque sorte égale à celle qu'on donne aux animaux, comme cela est proposé par Mancuso est encore politiquement et philosophiquement choquante pour beaucoup. Pour lui (France Culture, avril 2019), donner certains droits aux plantes, c'est défendre les hommes qui en dépendent totalement pour l'oxygène, la nourriture et les fibres biodégradables qu'elles fournissent, etc. Si l'homme doit émigrer sur une autre planète sans vie, il devra le faire avec d'autres organismes, dont les plantes dont nous dépendons totalement. L'humanité a donc intérêt à ce que le droit protège aussi les conditions de vie et la diversité des végétaux.

## Publications
- Baluška, F., Volkmann, D., Hlavacka, A., Mancuso, S., & Barlow, P. W. (2006). Neurobiological view of plants and their body plan. In Communication in plants (pp. 19-35). Springer, Berlin, Heidelberg.
- Brenner, E. D., Stahlberg, R., Mancuso, S., Vivanco, J., Baluška, F., & Van Volkenburgh, E. (2006). Plant neurobiology: an integrated view of plant signaling. Trends in plant science, 11(8), 413-419.
- Gagliano, M., Mancuso, S., & Robert, D. (2012). Towards understanding plant bioacoustics. Trends in plant science, 17(6), 323-325.
- Gagliano M, Renton M, Duvdevani N, Timmins M & Mancuso S (2012) Out of sight but not out of mind: alternative means of communication in plants. PLoS One, 7(5), e37382.
- Mancuso, S. (Ed.). (2011). Measuring roots: an updated approach. Springer Science & Business Media.
- Mancuso, S., & Viola, A. (2015). Brilliant green: The surprising history and science of plant intelligence. Island Press.
- Santelia, D., Vincenzetti, V., Azzarello, E., Bovet, L., Fukao, Y., Düchtig, P., … & Geisler, M. (2005). MDR‐like ABC transporter AtPGP4 is involved in auxin‐mediated lateral root and root hair development. FEBS letters, 579(24), 5399-5406.
- Schapire, A. L., Voigt, B., Jasik, J., Rosado, A., Lopez-Cobollo, R., Menzel, D., … & Botella, M. A. (2008) Arabidopsis synaptotagmin 1 is required for the maintenance of plasma membrane integrity and cell viability. The Plant Cell, 20(12), 3374-3388.

### Traductions françaises
- Stefano Mancuso, Des Hommes qui aiment les Plantes. Histoire des savants du monde végétal, Klinksieck, 2016, 224 p. (ISBN 978 2 252 04024-9)
- Stefano Mancuso et Alessandra Viola (trad. Renaud Temperini), L'Intelligence des plantes. Comment les plantes ont déjà inventé notre avenir !, Albin Michel, 2018, 242 p. (ISBN 978 2 226 40244-8)
- Stefano Mancuso, La Révolution des plantes, Albin Michel, 2019
- Stefano Mancuso, Nous les plantes, Albin Michel, septembre 2021, 182 p. (ISBN 978 2 226 44547-6)
- Stefano Mancuso, L'incroyable voyage des plantes, Albin Michel, 2022

### Prix
- 2016 : Livre scientifique de l'année en Autriche pour L'Intelligence des plantes